# Tricentrogyna alternifascia
Tricentrogyna alternifascia là một loài bướm đêm trong họ Geometridae.